# Amydrium hainanense
Amydrium hainanense — вид квіткових рослин з роду Amydrium і родини кліщинцевих.

## Розповсюдження
Його рідний ареал — від Південного Китаю до Північного В'єтнаму.